# 奧地利先令
先令，簡稱或，直到公元1999年一直曾是奧地利的貨幣。當歐元發行時，匯率是以歐元€1 = 13.7603先令。其最小單位稱為「格罗申」（Groschen）。
奧地利先令一開始在1924年以匯率一先令比一萬奧匈帝國克朗（奧匈克朗）發行 (1:10,000)。

## 歷史
西元794年加洛林王朝進行硬幣改革後，引入了新的記帳單位，其中包括由12芬尼銀幣組成的先令。它最初只是一種記帳單位，但後來成為許多歐洲國家實際鑄造的貨幣單位。

### 先令之前的奧地利貨幣
先令之前的奧地利貨幣包括：
- 弗罗林：自16世紀起作為神聖羅馬帝國的貨幣存在，等於8先令=60克羅伊澤=240芬尼。
- 奧匈帝國古爾登：1857年後開始使用，可分為100新克羅伊澤（Neukreuzer）。
- 奧匈帝國克朗：1892年奥匈帝国採用金本位制後引入。
- 奧地利克朗：於1919年奧匈帝國解體後引入奧地利。

奧地利在中世紀時期有發行短先令硬幣和長先令硬幣兩種貨幣，價值分別為12芬尼和30芬尼。至1857年以前，先令是指30芬尼或7+1⁄2克羅澤的貨幣單位。 
而奧地利格羅申（也稱為 Kaisergroschen，字面意思是「皇帝的格羅申」）則是一種幣值為12芬尼=3克羅伊澤=2⁄5先令的銀幣。

### 奧地利第一共和國先令
第一共和國先令是根據1924年12月20日的《席林法案》(Schillingrechnungsgesetz) 設立的，新舊幣值匯率為1先令：10,000奧地利克朗，並於1925年3月1日發行。1938年德奧合併後，先令被廢除。以1.50先令兌換1國家馬克。

### 奧地利第二共和國先令
第二次世界大戰後，同盟國於1945年11月30日重新引入先令，發行了50格羅申、1、2、5、10、20、25、50、100和1000先令面值的紙幣（1944 年） 。與德國馬克的匯率為1:1，每人限額150先令。國家銀行也於1945年開始發行先令紙幣，並於1946年發行了第一批硬幣。
1947年11月21日，第二部先令貨幣法規頒布，新鈔面世。早期的紙幣前150先令可按面額兌換新紙幣，此後按3舊先令兌換1新先令的匯率兌換新紙幣。硬幣並未受到此次改革的影響。該貨幣在20世紀50年代穩定下來，即與美元的匯率為1美元 = 26先令。 1971年布雷顿森林体系崩潰後，先令最初與一篮子货币掛鉤，直到1976年7月與德國馬克掛鉤。
雖然歐元在1999年成為奧地利的官方貨幣，但直到2002年才推出歐元硬幣和紙幣。由於於當年2月28日推出歐元，先令硬幣和紙幣逐漸退出流通。而原先的先令紙幣和硬幣將可無限期地在奧地利國家銀行的任何分行兌換成歐元。

## 貨幣
1925年，推出了1和2格羅申銅幣、10、20、50格羅申銅鎳幣和1先令銀幣。 1931年，發行了5格羅申銅鎳幣。 1934年，1先令成為銅鎳幣，並推出了5先令銀幣。也發行了25先令和100先令面值的金幣。
| 面值      | 圖案 | 圖案 | 材質                  | 重量   | 直徑  | 鑄造年分           |
| --------- | ---- | ---- | --------------------- | ------ | ----- | ------------------ |
| 1 格羅申  |      |      | 95 % 銅 4 % 錫 1 % 鋅 | 1.6 g  | 17 MM | 1925 年 3 月 1 日  |
| 2 格羅申  |      |      | 95 % 銅 4 % 錫 1 % 鋅 | 3.3 g  | 19 MM | 1925 年 3 月 1 日  |
| 5 格羅申  |      |      | 75 % 銅 25 % 鎳       | 3.0 g  | 17 MM | 1931 年 1 月 21 日 |
| 10 格羅申 |      |      | 75 % 銅 25 % 鎳       | 4.5 g  | 22 MM | 1925 年            |
| ½ 先令    |      |      | 64 % 銀 36 % 銅       | 3.0 g  | 19 MM | 1925 年 9 月 19 日 |
| 50 格羅申 |      |      | 75 % 銅 25 % 鎳       | 5.5 g  | 24 MM | 1934 年 8 月 1 日  |
| 50 格羅申 |      |      | 75 % 銅 25 % 鎳       | 5.5 g  | 24 MM | 1935 年 1 月 21 日 |
| 1 先令    |      |      | 80 % 銀 20 % 銅       | 7.0 g  | 26 MM | 1924 年 6 月 16 日 |
| 1 先令    |      |      | 64 % 銀 36 % 銅       | 6 g    | 25 MM | 1925 年 7 月 1 日  |
| 1 先令    |      |      | 75 % 銅 25 % 鎳       | 7 g    | 26 MM | 1934 年 8 月 1 日  |
| 2 先令    |      |      | 64 % 銀 36 % 銅       | 12.0 g | 29 MM | 1937 年            |
| 5 先令    |      |      | 83.5 % 銀 16.5 % 銅   | 15.0 g | 31 MM | 1934 年 8 月 1 日  |
| 25 先令   |      |      | 90 % 金 10 % 銅       | 5.9 g  | 21 MM | 1926 年            |
| 100 先令  |      |      | 90 % 金 10 % 銅       | 23.5 g | 33 MM | 1926 年            |
| 100 先令  |      |      | 90 % 金 10 % 銅       | 23.5 g | 33 MM | 1935 年            |

## 參看
- 先令